# Gairdner Foundation
Die Gairdner Foundation ist eine kanadische Wissenschaftsstiftung mit Sitz in Toronto. Sie wurde 1957 von James Arthur Gairdner (1893–1971), einem Geschäftsmann aus Toronto, gestiftet. Sie soll herausragende wissenschaftliche Leistungen in der Medizin und den Biowissenschaften anerkennen und belohnen.
Die Stiftung vergibt mehrere renommierte Medizinpreise. Die Preisträger präsentieren ihre Forschungsprojekte im Rahmen des einwöchigen Gairdner National Program an mehreren kanadischen akademischen Einrichtungen.
2008 unterstützte die kanadische Regierung die Stiftung mit 20 Millionen Kanadischen Dollar (CAD), wodurch alle Preisgelder auf 100.000 CAD angehoben und der neue Canada Gairdner Global Health Award ausgelobt werden konnten. Die Preise wurden in Canada Gairdner […] Awards umbenannt.

## Preise
Die vergebenen Preise sind:
- Der Canada Gairdner International Award wird seit 1959 vergeben und gilt als einer der prestigeträchtigsten Medizinpreise überhaupt. Etwa ein Viertel seiner Träger gewann später einen Nobelpreis für Physiologie oder Medizin.
- Der Canada Gairdner Wightman Award ist nach Keith J. R. Wightman  (1914–1978) benannt, der ihn 1976 als erster erhielt. Es werden herausragende kanadische Führungsfiguren der Medizin und Medizinforschung ausgezeichnet.
- Der Canada Gairdner Global Health Award wird seit 2009 vergeben. Es werden wissenschaftliche Leistungen ausgezeichnet, die eine erhebliche Verbesserung der Gesundheit in Entwicklungsländern bewirkt haben oder bewirken können.
- Der Canada Gairdner Momentum Award wird seit 2023 vergeben und zeichnet Forscher in der Mitte der Karriere aus.